# 農村振興局
農村振興局（のうそんしんこうきょく）は、農林水産省の内部部局の一つ。農山漁村及び都市農業等の振興、農業振興地域制度、農地転用、農業で利用する土地・水等の確保、農村環境、農業農村整備事業、都市と農村の交流などに関する業務を担っている。

## 沿革
- 1946年11月6日 - 農地改革を担当の部として農政局農地部設置。
- 1949年6月1日 -「農林省設置法」（法律第153号）が施行。農政局農地部と開拓局を統合し、農地局設置。
- 1972年12月6日 - 農林省農地局を廃止し、構造改善局を設置。
- 2001年1月6日 - 農林水産省構造改善局、国土庁地方振興局の一部を統合し新設。

## 組織
- 局長
  - 次長
    - 総務課

  - 農村政策部
    - 農村計画課
    - 地域振興課
    - 鳥獣対策・農村環境課
    - 都市農村交流課

  - 整備部
    - 設計課
    - 水資源課
    - 農地資源課
    - 土地改良企画課
    - 地域整備課
    - 防災課

（『農村振興局 : 農林水産省』より）

## 歴代局長
| 代 | 氏名       | 在任期間                      | 前職                                 | 退任後の役職                                                           |
| -- | ---------- | ----------------------------- | ------------------------------------ | ---------------------------------------------------------------------- |
| 1  | 木下寛之   | 2001年1月6日 - 2002年1月8日   | 農産園芸局長                         | 水産庁長官                                                             |
| 2  | 太田信介   | 2002年1月8日 - 2004年7月2日   | 農村振興局次長                       |                                                                        |
| 3  | 川村秀三郎 | 2004年7月2日 - 2006年1月6日   | 経営局長                             | 林野庁長官                                                             |
| 4  | 山田修路   | 2006年1月6日 - 2007年1月5日   | 農林水産技術会議事務局長             | 生産局長                                                               |
| 5  | 中條康朗   | 2007年1月5日 - 2009年1月5日   | 農村振興局次長                       | 独立行政法人水資源機構副理事長、全国土地改良事業団体連合会専務理事     |
| 6  | 吉村馨     | 2009年1月5日 - 2011年8月2日   | 農林水産省大臣官房総括審議官（国際） | 九州農政局長                                                           |
| 7  | 實重重実   | 2011年8月2日 - 2014年1月14日  | 農林水産省大臣官房総括審議官（国際） | 全国山村振興連盟常務理事                                               |
| 8  | 三浦進     | 2014年1月14日 - 2015年8月7日  | 農林水産政策研究所次長               | 農中信託銀行顧問                                                       |
| 9  | 末松広行   | 2015年8月7日 - 2016年6月17日  | 関東農政局長                         | 経済産業省産業技術環境局長                                             |
| 10 | 佐藤速水   | 2016年6月17日 - 2017年7月10日 | 農林水産省大臣官房総括審議官         | 農林水産政策研究所長                                                   |
| 11 | 荒川隆     | 2017年7月10日 - 2018年7月27日 | 農林水産省大臣官房長                 | 全国農業協同組合連合会経営管理委員、一般財団法人食品産業センター理事長 |
| 12 | 室本隆司   | 2018年7月27日 - 2019年7月8日  | 農村振興局次長                       | 全国土地改良事業団体連合会専務理事                                     |
| 13 | 牧元幸司   | 2019年7月8日 - 2022年6月28日  | 林野庁長官                           | 農林漁業信用基金理事長                                                 |
| 14 | 青山豊久   | 2022年6月28日 - 2023年7月4日  | 農林水産省大臣官房技術総括審議官     | 林野庁長官                                                             |
| 15 | 長井俊彦   | 2023年7月4日 - 2024年7月5日   | 農林水産省大臣官房審議官兼経営局付   | 農林水産省大臣官房長                                                   |
| 16 | 前島明成   | 2024年7月5日 - 2025年7月1日   | 東北農政局長                         | 辞職                                                                   |
| 17 | 松本平     | 2025年7月1日 - 現職           | 畜産局長                             |                                                                        |